# Болото (Новгородская область)
Болото — деревня в Солецком районе Новгородской области.

## География
Находится в западной части Новгородской области на расстоянии приблизительно 9 км на юг по прямой от районного центра города Сольцы.

## История
Деревня отмечалась еще на карте 1840 года как Болоты с 20 дворами. В 1877 году здесь (деревня Порховского уезда Псковской губернии) был учтен 41 двор. До 2020 года входила в состав Горского сельского поселения до его упразднения.

## Население
Численность населения: 238 человек (1909 год), 57 (русские 98 %) в 2002 году, 57 в 2010.